# Sakari Salminen
Sakari Jalmari Salminen (ur. 31 maja 1988 w Pori) – fiński hokeista, reprezentant Finlandii, olimpijczyk. 

## Kariera
- Ässät U16 (2002-2004)
- Ässät U18 (2004-2006)
- Ässät U20 (2005-2008)
- Ässät (2007-2010)
  -  Jukurit (2008)
  -  Suomi U20 (2008)
- KalPa (2010-2013)
- Torpedo Niżny Nowogród (2013-2015)
- Fribourg-Gottéron (2015-2016)
- Växjö Lakers (2016)
- Jokerit (2016-2017)
- Dinamo Moskwa (2017)
- Ässät (2017-2019)
- Örebro HK (2019-2020)
- Ässät (2021-2022)
- Västerås IK (2022-)

Wychowanek klubu Porin Ässät. Od kwietnia 2010 zawodnik KalPa. W listopadzie 2011 przedużył kontrakt z klubem o dwa lata. Od maja 2013 zawodnik Torpedo Niżny Nowogród, związany dwuletnim kontraktem. Od maja 2015 do końca stycznia 2016 zawodnik szwajcarskiego klubu Fribourg-Gottéron. Od końca stycznia do kwietnia 2016 zawodnik Växjö Lakers Hockey. Od końca kwietnia 2016 do lipca 2017 zawodnik Jokeritu. Od września do listopada 2017 zawodnik Dinama Moskwa. Od listopada 2017 ponownie zawodnik Ässät. W czerwcu 2019 przeszedł do szwedzkiego Örebro HK. Po sezonie Svenska hockeyligan (2019/2020) odszedł z klubu. W lutym 2021 ponownie został graczem Ässät. W lipcu 2022 przeszedł do szwedzkiego Västerås IK.
W barwach Finlandii występuje w turniejach Euro Hockey Tour. Uczestniczył w turniejach mistrzostw świata w 2013 oraz zimowych igrzysk olimpijskich 2014.
W trakcie kariery określany pseudonimami Sakke, Dominaattori, Taikuri (Magik).

## Sukcesy
Reprezentacyjne
- Brązowy medal zimowych igrzysk olimpijskich: 2014

Klubowe
- Zwycięstwo w sezonie zasadniczym Liiga: 2012 z KalPa

Indywidualne
- SM-liiga 2005/2006:
  - Pierwsze miejsce w klasyfikacji strzelców wśród debiutantów: 13 goli
- SM-liiga (2011/2012):
  - Trzecie miejsce w klasyfikacji strzelców w sezonie zasadniczym: 24 gole[16]
  - Dziesiąte miejsce w klasyfikacji kanadyjskiej w sezonie zasadniczym: 47 punktów[17]
- Karjala Cup 2012:
  - Najlepszy napastnik turnieju
  - Skład gwiazd turnieju
- SM-liiga (2012/2013):
  - Drugie miejsce w klasyfikacji strzelców w sezonie zasadniczym: 26 goli[18]
  - Czwarte miejsce w klasyfikacji kanadyjskiej w sezonie zasadniczym: 55 punktów** Drugie miejsce w klasyfikacji kanadyjskiej w sezonie zasadniczym: 58 punktów[19]
  - Kultainen kypärä - najlepszy zawodnik sezonu[20][21]
  - Skład gwiazd sezonu